# Terrace House: Opening New Doors
Terrace House: Opening New Doors (テラスハウス オープニング ニュー ドアーズ, Terasu Hausu Ōpuningu Nyū Doāzu) ou Terrace House : d'une porte à l'autre est une série de télé-réalité japonaise découlant deTerrace House se déroulant à Karuizawa, dans la préfecture de Nagano au Japon. 
L'émission a été présentée pour la première fois sur Netflix Japon en tant que Netflix Original le 19 décembre 2017. Il s'agit d'une coproduction de Netflix et Fuji Television qui est également diffusée sur Fuji TV au Japon, d'abord par Fuji on Demand (FOD) le 16 janvier 2018 et diffusée à l'antenne le 22 janvier 2018.

## Participants
| №  | Nom                  | Nom        | Nom                        | Occupation                                                                                 | Date de naissance | Age* | Apparition | Apparition |
| №  | Anglais              | Japonais   | Surnom                     | Occupation                                                                                 | Date de naissance | Age* | Eps        | #          |
| -- | -------------------- | ---------- | -------------------------- | ------------------------------------------------------------------------------------------ | ----------------- | ---- | ---------- | ---------- |
| 01 | Ami Komuro           | 小室安未   | Ami                        | Étudiante universitaire/ aspirant mannequin                                                | 19 janvier 1997   | 21   | 01 - 17    | 17         |
| 02 | Yuudai Arai          | 新井雄大   | Yuudai                     | Aspirant chef                                                                              | 8 avril 1998      | 20   | 01 - 09    | 9          |
| 03 | Mizuki Haruta        | 治田みずき | Miju                       | Éditeur de contenu digital / interprète / Propriétaire d'une boutique en ligne de lingerie | 30 juin 1991      | 26   | 01 - 09    | 9          |
| 04 | Takayuki Nakamura    | 中村貴之   | Taka                       | Snowboarder professionnel                                                                  | 25 mai 1986       | 31   | 01 - 34    | 34         |
| 05 | Tsubasa Sato         | 佐藤つば冴 | Tsu-chan / Captain Tsubasa | Joueuse de hockey                                                                          | 28 septembre 1993 | 25   | 01 - 21    | 21         |
| 06 | Shion "Sean" Okamoto | 岡本至恩   | Shion                      | Mannequin                                                                                  | 13 janvier 1995   | 23   | 01 - 21    | 21         |
| 07 | Shohei Uemura        | 上村翔平   | Shohei                     | Musicien / vocaliste                                                                       | 16 juillet 1989   | 28   | 10 - 31    | 22         |
| 08 | Seina Shimabukuro    | 島袋聖南   | Seina                      | Mannequin                                                                                  | 4 avril 1987      | 30   | 10 - 34    | 25         |
| 09 | Mayu Koseta          | 小瀬田麻由 | Mayu                       | Mannequin                                                                                  | 12 novembre 1994  | 23   | 17 - 26    | 10         |
| 10 | Yui Tanaka           | 田中優衣   | Yui                        | Étudiante universitaire                                                                    | 24 décembre 1996  | 21   | 22 - 49    | 28         |
| 11 | Noah Ishikura        | 石倉ノア   | Noah                       | Aspirant pilote                                                                            | 19 novembre 1996  | 21   | 22 - 34    | 13         |
| 12 | Aya Matarai          | 又来綾     | Aya                        | Étudiante universitaire                                                                    | 29 décembre 1997  | 20   | 26 - 38    | 13         |
| 13 | Shunsuke Ikezoe      | 池添俊亮   | Shunsuke                   | Aspirant coiffeur & maquilleur                                                             | 27 avril 1997     | 21   | 32 - 38    | 7          |
| 14 | Kaito Nakata         | 中田海斗   | Kaito                      | skateboarder professionnel                                                                 | 12 septembre 1997 | 20   | 35 - 49    | 15         |
| 15 | Maya Kisanuki        | 木佐貫まや | Maya                       | Étudiante en mode ,mannequin                                                               | 16 août 1998      | 19   | 35 - 49    | 15         |
| 16 | Sota Kono            | 河野聡太   | Sota                       | Développeur d'application                                                                  | 5 novembre 1992   | 25   | 35 - 42    | 8          |
| 17 | Aio Fukuda           | 福田愛大   | Aio                        | Ancien joueur de football                                                                  | 18 décembre 1994  | 23   | 38 - 49    | 12         |
| 18 | Risako Tanigawa      | 谷川利沙子 | Risako                     | Mannequin                                                                                  | 29 mai 1990       | 28   | 38 - 49    | 12         |
| 19 | Masao Wada           | 和田理生   | Masao                      | Musicien                                                                                   | 20 février 1987   | 31   | 42 - 49    | 8          |

- L' âge lors de leur première apparition dans l'émission.

## Invités
| Nom       | Japonais | Membre de la distribution | Épisode (s) |
| --------- | -------- | ------------------------- | ----------- |
| Hana Imai | 華       | Garçons × filles d'à côté | Épisode 14  |
| Guy Sato  | 魁       | État Aloha                | Épisode 39  |

## Épisodes
|          | Titre                                       | Durée (min) |
| -------- | ------------------------------------------- | ----------- |
| Partie 1 |                                             |             |
| 1        | Nouvelles perspectives                      | 42          |
| 2        | Malentendus et communication                | 34          |
| 3        | Capitaine Tsubasa                           | 32          |
| 4        | Larmes et aspirations                       | 36          |
| 5        | Un gamin trop fier                          | 40          |
| 6        | Premières neiges                            | 42          |
| 7        | Au suivant ?                                | 42          |
| 8        | Valeurs et compromis                        | 38          |
| Partie 2 |                                             |             |
| 9        | Une récompense bien méritée                 | 44          |
| 10       | L'assassin de Noël                          | 37          |
| 11       | La surprise du chef                         | 37          |
| 12       | Ah ! Si seulement...                        | 40          |
| 13       | Elle en veut trop                           | 40          |
| 14       | Joyeux anniversaire                         | 36          |
| 15       | Amour et moustache                          | 39          |
| 16       | La vie n'attend pas                         | 38          |
| Partie 3 |                                             |             |
| 17       | À se damner                                 | 38          |
| 18       | Des fleurs pour la Saint-Valentin           | 38          |
| 19       | Seconde tentative                           | 37          |
| 20       | Une fée à la croisée des chemins            | 35          |
| 21       | Métamorphose                                | 43          |
| 22       | Encore vierge                               | 38          |
| 23       | Ab-so-lu-ment!                              | 40          |
| 24       | Un baiser inattendu                         | 36          |
| Partie 4 |                                             |             |
| 25       | L'ange déchu                                | 41          |
| 26       | Mieux que toi                               | 37          |
| 27       | Lors d'une nuit de camping...               | 40          |
| 28       | Déclaration de guerre                       | 36          |
| 29       | Confession d'un amour                       | 42          |
| 30       | La comédie des sentiments                   | 34          |
| 31       | Ramblind Rose                               | 43          |
| 32       | Le dernier amour                            | 34          |
| Partie 5 |                                             |             |
| 33       | L'autre, ailleurs                           | 32          |
| 34       | Au revoir, Miss Terrace House !             | 31          |
| 35       | Bienvenue les jeunes                        | 41          |
| 36       | À l'abri de la pluie                        | 41          |
| 37       | Premier et dernier rendez-vous              | 36          |
| 38       | Un départ peut en cacher un autre           | 35          |
| 39       | Comme une monotone pluie d'automne          | 35          |
| 40       | Un homme que le japonais ne saurait décrire | 39          |
| Partie 6 |                                             |             |
| 41       | Fins de non-recevoir                        | 39          |
| 42       | L'instant critique                          | 42          |
| 43       | À vue de nez                                | 44          |
| 44       | Avec une pomme pour seu...                  | 43          |
| 45       | Potins                                      | 43          |
| 46       | Plus si vierge ?                            | 42          |
| 47       | Toujours vierge ?                           | 33          |
| 48       | Comme dans un palace                        | 32          |
| 49       | Le signal de départ                         | 34          |